# Woodsfield
Woodsfield település az Amerikai Egyesült Államok Ohio államában, Monroe megyében, melynek megyeszékhelye is. Lakosainak száma 2210 fő (2020. április 1.).

## Népesség
A település népességének változása:

| 2010 | 2 384 |
| 2020 | 2 210 |